# هنا نونی
 هنا نونی (سوئدی: Hanna Nooni؛ زادهٔ ۹ مارس ۱۹۸۴) یک تنیس‌باز اهل سوئد است. 